# Xã Johnson, Quận Ness, Kansas
Xã Johnson (tiếng Anh: Johnson Township) là một xã thuộc quận Ness, tiểu bang Kansas, Hoa Kỳ. Năm 2010, dân số của xã này là 68 người.